# Louvigné-de-Bais
Pour les articles homonymes, voir Louvigné (homonymie).
Louvigné-de-Bais [luviɲe də bɛ] est une commune française située dans le département d'Ille-et-Vilaine en région Bretagne, peuplée de 1 874 habitants.

## Géographie

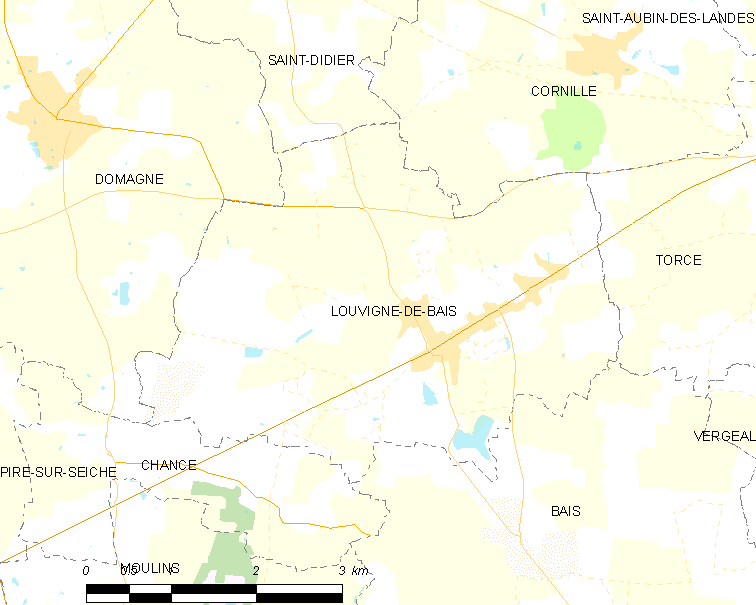
Localisation de la commune

Louvigné-de-Bais se situe à l'est du bassin de Rennes, à 35 km à l'est de Rennes. Elle fait partie du Pays de Vitré. Elle dépendait jusqu'en 2015 du canton de Châteaubourg ; elle dépend désormais du canton de Châteaugiron.
Le relief de la commune est peu accidenté, les altitudes allant de 106 mètres pour le point le plus élevé, au sud du bourg, à 55 mètres pour le point le plus bas situé dans la vallée du ruisseau de Fouesnel près de l'Entillère à la limite ouest du finage communal. Le bourg est à 87 mètres d'altitude. Les dénivelés les plus importants sont ceux créés par l'exploitation depuis 1948 d'une importante carrière (la carrière des Vallons, exploitée par la société Pigeon SA qui produit des pierres, graviers, granulats et sables) de microgranite au sud du bourg, dont l'exploitation s'est étendue sur le territoire de la commune voisine de Bais.
Le réseau hydrographique est très modeste, formé essentiellement du ruisseau de Fouesnel, dont la source se trouve sur le territoire de la commune voisine de Cornillé, dénommé en aval de la commune ruisseau de l'Entillère dans sa traversée de la commune de Domagné, puis ruisseau de Taillepied dans sa traversée de la commune de Piré-sur-Seiche, et d'un ruisseau dont la source est au sud-est du bourg en amont de l'étang de Daniel; tous les deux sont des affluents de la Quincampoix, elle-même affluent de rive droite de la Seiche, tandis que le ruisseau des Vaux qui prend sa source à Bais, traverse la commune à l'Est, c'est un affluent du ruisseau de la Bicheptière, lui-même affluent de rive gauche de la Vilaine. Plusieurs étangs parsèment le territoire communal, le plus important étant l'étang de Daniel, mais d'autres se trouvent près de la Touche et de la Pichardière, dans la partie occidentale de la commune. Le toponyme l'Étang indique aussi l'existence d'un ancien étang au nord de Fouesnel. Il existait aussi deux étangs en amont des moulins de Pont-Dauphin et des Rochettes, à l'emplacement de la carrière.
Le paysage rural traditionnel de la commune est celui du bocage avec un habitat dispersé en nombreux écarts formés de hameaux et de fermes isolées.

### Infrastructures
Le territoire communal de Louvigné-de-Bais est traversé par différentes infrastructures :
- la route départementale 777, ancienne route nationale 777, qui permet de relier Vitré à Bain-de-Bretagne ; la route départementale 95 qui relie Louvigné-de-Bais vers le sud-est à Bais et La Guerche-de-Bretagne et vers le nord-ouest à Domagné et Châteaubourg ;
- la ligne LGV Bretagne-Pays de la Loire qui est le prolongement à l'ouest de la LGV Atlantique, permettant de rapprocher Rennes de Paris ;
- la ligne à très haute tension 400 000 volts entre Domloup et Laigné-en-Belin.

La commune est desservie par la ligne de bus n°1 de Vitré Communauté.

### Hydrographie
Pour un article plus général, voir Réseau hydrographique d'Ille-et-Vilaine.
La commune est située dans le bassin Loire-Bretagne. Elle est drainée par le Taillepied,.
Le Taillepied, d'une longueur de 14 km, prend sa source dans la commune de Cornillé et se jette  dans la Quincampoix à Piré-Chancé, après avoir traversé quatre communes. 

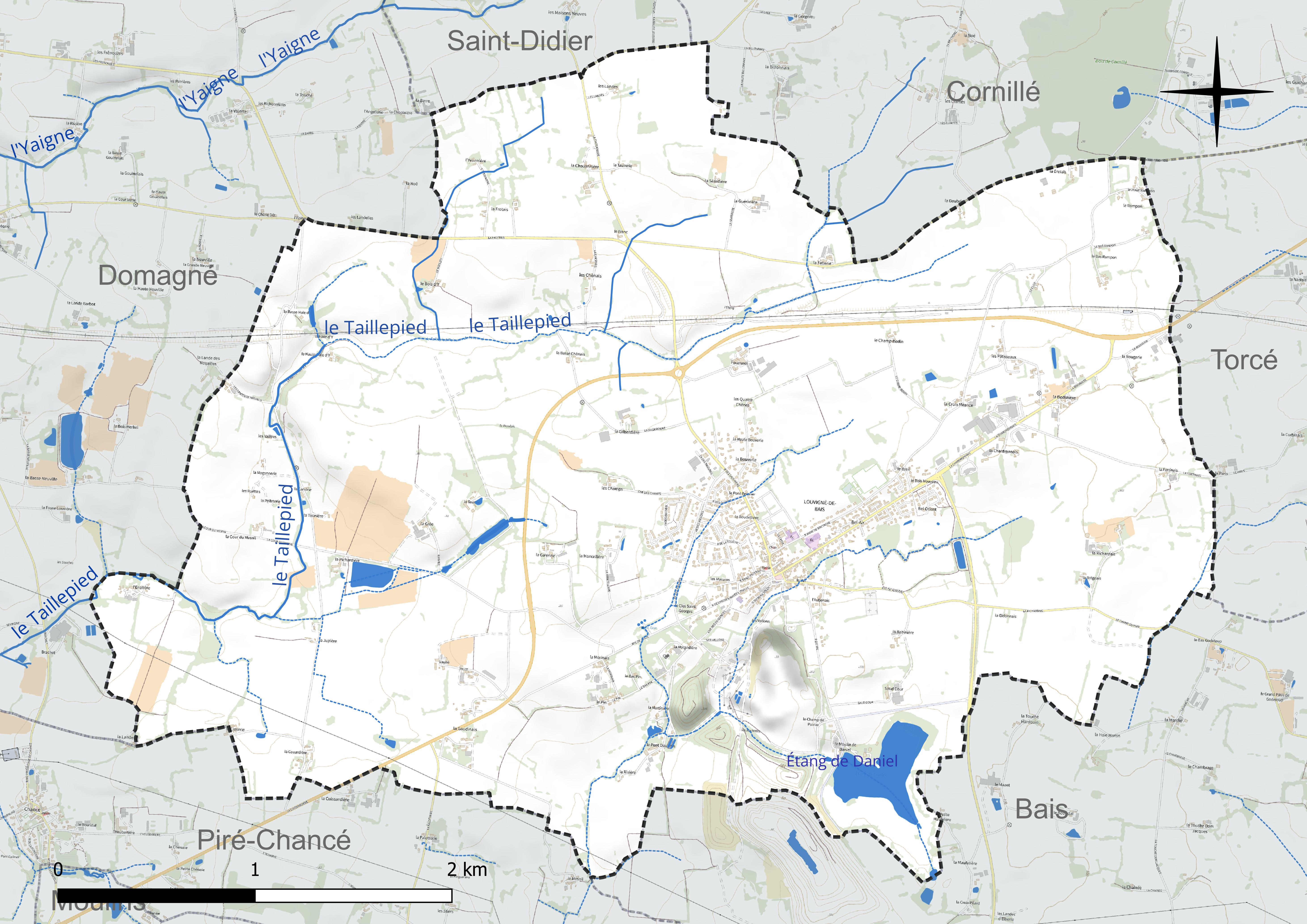
Réseau hydrographique de Louvigné-de-Bais.

Un plan d'eau complète le réseau hydrographique : l'étang de Daniel (11,99 ha),.

### Climat
Pour des articles plus généraux, voir Climat de la Bretagne et Climat d'Ille-et-Vilaine.
En 2010, le climat de la commune est de type climat océanique altéré, selon une étude du CNRS s'appuyant sur une série de données couvrant la période 1971-2000. En 2020, Météo-France publie une typologie des climats de la France métropolitaine dans laquelle la commune est exposée à un climat océanique et est dans la région climatique  Bretagne orientale et méridionale, Pays nantais, Vendée, caractérisée par une faible pluviométrie en été et une bonne insolation. Parallèlement l'observatoire de l'environnement en Bretagne publie en 2020 un zonage climatique de la région Bretagne, s'appuyant sur des données de Météo-France de 2009. La commune est, selon ce zonage, dans la zone « Sud Est », avec des étés relativement chauds et ensoleillés.  
Pour la période 1971-2000, la température annuelle moyenne est de 11,3 °C, avec une amplitude thermique annuelle de 13,2 °C. Le cumul annuel moyen de précipitations est de 771 mm, avec 12,8 jours de précipitations en janvier et 7,1 jours en juillet. Pour la période 1991-2020, la température moyenne annuelle observée sur la station météorologique la plus proche, située sur la commune d'Arbrissel à 14 km à vol d'oiseau, est de 12,1 °C et le cumul annuel moyen de précipitations est de 718,7 mm,. Pour l'avenir, les paramètres climatiques de la commune estimés pour 2050 selon différents scénarios d'émission de gaz à effet de serre sont consultables sur un site dédié publié par Météo-France en novembre 2022.

## Urbanisme

### Typologie
Au 1er janvier 2024, Louvigné-de-Bais est catégorisée bourg rural, selon la nouvelle grille communale de densité à sept niveaux définie par l'Insee en 2022.
Elle est située hors unité urbaine et hors attraction des villes,.

### Occupation des sols
L'occupation des sols de la commune, telle qu'elle ressort de la base de données européenne d'occupation biophysique des sols Corine Land Cover (CLC), est marquée par l'importance des territoires agricoles (89,1 % en 2018), en diminution par rapport à 1990 (92,1 %). La répartition détaillée en 2018 est la suivante : 
terres arables (50,4 %), zones agricoles hétérogènes (20,9 %), prairies (16,1 %), zones urbanisées (7,1 %), mines, décharges et chantiers (3,8 %), cultures permanentes (1,7 %). L'évolution de l'occupation des sols de la commune et de ses infrastructures peut être observée sur les différentes représentations cartographiques du territoire : la carte de Cassini (XVIIIe siècle), la carte d'état-major (1820-1866) et les cartes ou photos aériennes de l'IGN pour la période actuelle (1950 à aujourd'hui).

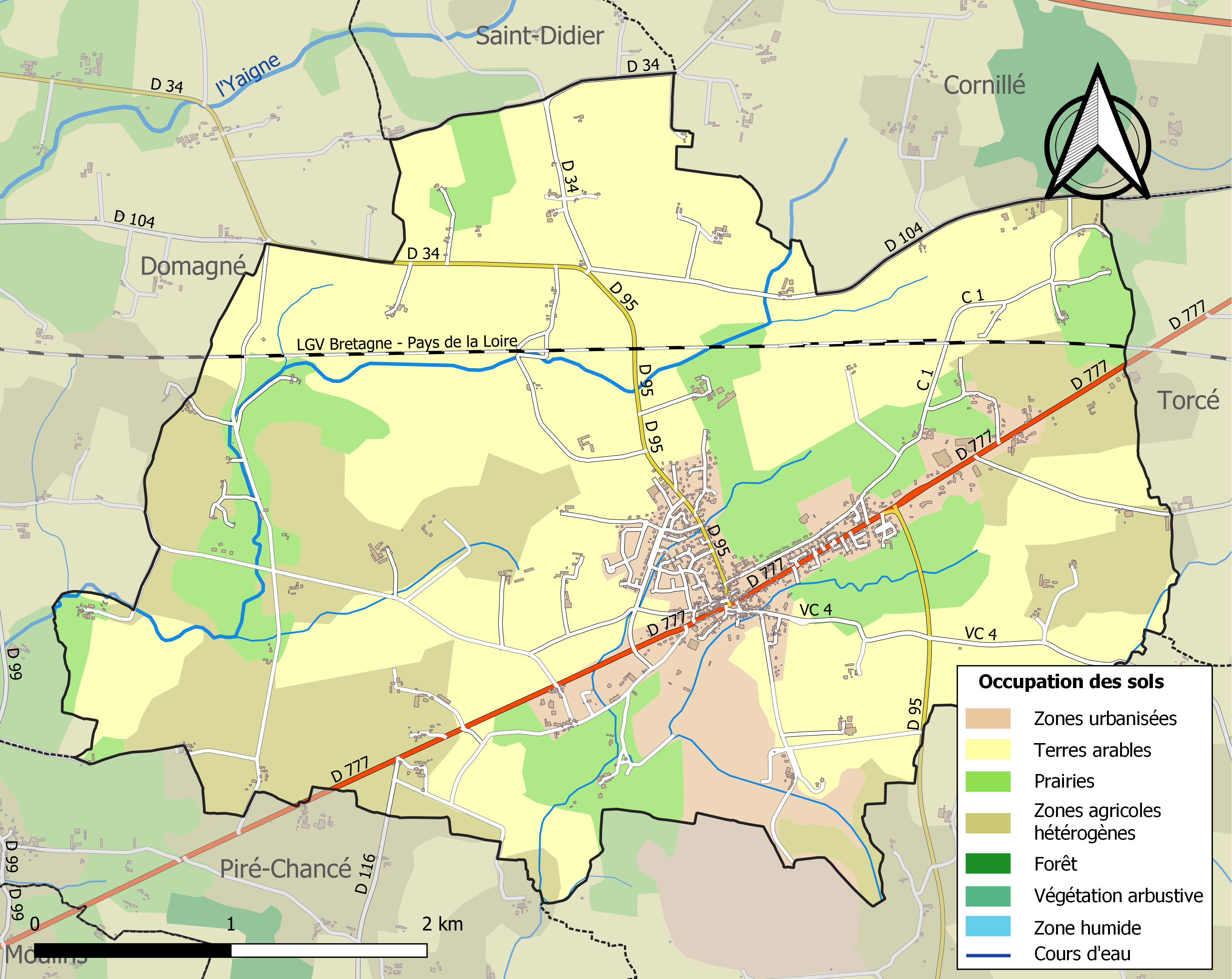
Carte des infrastructures et de l'occupation des sols de la commune en 2018 (CLC).

## Toponymie
Louvigné : Attesté sous les formes ecclesia de Loveniaco en 1158, Lovigneium en 1170, Lupiniacum prope Baiscum en 1516, Loupvigné au XVIIe siècle. Louvigné est issu du gallo-romain Lupinius et du suffixe acum (« domaine de »), altéré ultérieurement en gné.
Bais : Attesté sous la forme Bediscum en 889. Bais vient semble-t-il d'un dérivé du mot abbaye[réf. à confirmer], du gaulois bedo- (fosse) ou betu- (bouleau), et suffixe ligure –iscum.

## Histoire

### Héraldique
| Blason de Louvigné-de-Bais | Blason  | Coupé : au premier d'argent au lion issant de gueules, armé d'or, au second losangé ; de gueules et d'or, à la croix pattée de sable brochant sur le tout ; le tout enfermé dans une bordure d'azur chargée de neuf macles d'or. |
| Blason de Louvigné-de-Bais | Détails | |

### Moyen Âge
Selon Jean-Baptiste Ogée, en 1160, Étienne, évêque de Rennes, donne aux moines de l'abbaye de Marmoutier la présentation de l'église de Louvigné, et la moitié des revenus de cette église, excepté ce qui revenait des confessions et des baptêmes. Mais il s'agit là d'une erreur, Ogée ayant confondu Louvigné-de-Bais avec Louvigné-du-Désert. En fait Alain, évêque de Rennes entre 1151 et 1157, donna l'église de Louvigné-de-Bais à l'Abbaye Saint-Melaine de Rennes. Cette donation fut confirmée en 1158 par Josse, archevêque de Tours, en 1171 et 1181 par Étienne et Philippe, évêques de Rennes, et en 1185 par le pape Luce III.
« Le 2 juillet 1490, la duchesse Anne de Bretagne donna commission à Gilles de Coëtlogon,seigneur de Mejusseaume, et son chambellan, de faire couler les eaux des étangs qui environnaient le château de Saudecourt, dont les Français voulaient s'emparer, parce qu'ils avaient dessein de faire un camp dans les environs ; mais, par le moyen de cet écoulement, il ne fut pas possible à l'ennemi d'en approcher ».
Saudecourt était un château qui était la principale seigneurie de la paroisse : en 1477 le duc de Bretagne permit au seigneur de Saudecourt de rétablir « sa justice patibulaire, carrée et gibet à quatre pots ». Cette seigneurie disposait donc des droits de haute, moyenne et basse justice, dont dépendait alors un certain nombre de métairies et de moulins en Louvigné, Bais, Piré, Chaumeré et Domagné. Des lettres patentes en date du 14 février 1548 précisent que le seigneur de Saudecourt est « seigneur fondateur de l'église de Louvigné», ce que le seigneur de Fouesnel, qui le contestait, est contraint de reconnaître le 24 février 1657. La seigneurie de Saudecourt était possédée par la famille d'Espinay.
La maison forte de Lentillère, entourée de douves, fut ruinée par les Anglais pendant la guerre de Cent Ans. Un portail et un bâtiment servent de cellier étaient encore visibles à la fin du XIXe siècle. Guy Geffrard, sieur de Lentillère, marié en 1573 avec Renée Le Corvaisier, puis en 1588 avec Marie Thomas et en 1591 avec Marie Malherbe fut un Ligueur.

### Époque moderne
À partir de 1495 (cette année-là, André de Poix, seigneur de Saint-Romand et de Lié, épousa Jeanne Le Vayer, dame de Fouesnel), la famille de Poix posséda la seigneurie de Fouesnel ; successivement Michel de Poix (marié avec Renée du Hallay, puis Catherine du Han), Christophe de Poix (qui épousa vers 1560 Michelle Le Sénéchal, dame de La Valette), René de Poix, Renaud de Poix (mort à Fouesnel en 1669), Gilles de Poix (aussi seigneur de la Massais, en Guichen) en furent les seigneurs, avant que la seigneurie ne passe en 1704 aux mains de René-François de Visdelou, seigneur de Bienassis et conseiller au Parlement de Bretagne, en raison de son mariage en 1704 avec Marguerite-Isis de Poix, fille de Gilles de Poix. Le seigneur de Fouesnel avait sa propre chapelle dans l'église de Louvigné, dans laquelle se trouvait l'autel du Rosaire et un enfeu dans lequel furent inhumés Renaud de Poix en 1669 et son épouse Marie d'Espinose en 1693.
Les seigneurs de la Touche disposaient aussi d'un enfeu dans l'église de Louvigné, dans lequel on déposa les corps de René Busnel, seigneur de la Touche, en 1726, et de son épouse Anne de L'Espinay en 1749.
Henri Busson a décrit dans un long article la paroisse et l'église de Louvigné-de-Bais entre 1536 et 1563.
En 1589, des habitants de 53 paroisses de la baronnie de Vitré participèrent, au côté des troupes du duc de Mercœur, au siège de Vitré, alors une place-forte calviniste. Parmi eux, Guillaume Layer, marchand de toiles à Louvigné-de-Bais.
En mars 1604, Henri IV accordait à Charles d'Épinay (le marquisat d'Épinay se trouvait en Champeaux) des lettres patentes portant union de la terres de Saudecourt en Louvigné-de-Bais, à son marquisat. Vers 1680, le duc de La Trémoille, ou plus probablement son fils Louis Maurice de La Trémoille, vend le fief de Chaumeré, qui dépendait de la terre de Saudecourt, à Christophe de Rosnyvinen, seigneur de Piré.
Un chemin des saulniers (emprunté par les faux-sauniers pratiquant la contrebande du sel entre la Bretagne et le Maine, pays de gabelle, passe à la limite des communes de Veneffles (désormais annexée par la commune de Châteaugiron) et d'Ossé avec celles de Chaumeré (désormais annexée par la commune de Domagné) et Saint-Aubin-du-Pavail, puis, après avoir traversé Domagné, passe à la limite de celle de Cornillé avec celles de Torcé et Louvigné-de-Bais avant de rejoindre, via Étrelles et Argentré-du-Plessis, Le Pertre. Ce chemin des saulniers est d'origine ancienne, c'est probablement une ancienne voie romaine ; son tracé se lit encore très bien sur une carte, empruntant successivement de l'ouest vers l'est des tronçons des routes départementales D 93, D 104, D 35, à nouveau D 104 et enfin D 33.
Aux XVIIe siècle et XVIIIe siècle, l'église était desservie par des prêtres séculiers et non plus par des bénédictins. Le recteur percevait le tiers des dîmes, la fabrique un tiers, le dernier tiers étant versé aux bénédictins de Vitré, qui dépendait de l'abbaye Saint-Melaine de Rennes. Deux confréries existaient au XVIIIe siècle : la confrérie du Saint-Rosaire et celle de Notre-Dame-de-Pitié, érigée en 1665. La paroisse possédait alors cinq chapelles : la chapelle Saint-Job (construite vers 1620 dans le cimetière) ; la chapelle Notre-Dame et Saint-Jacques de Fouesnel (la chapellenie avait été fondée par les seigneurs de Fouesnel ; la chapelle était de style ogival) ; la chapelle Notre-Dame et Saint-Eutrope de la Touche (elle existait déjà en 1630 ; cette chapelle bénéficia d'une fondation par Georges Busnel et Françoise Lambaré, seigneur et dame de la Touche le 4 juillet 1667, renouvelée par Jacques Busnel, seigneur de la Touche le 12 décembre 1738) ; la chapelle de Saudecourt, mentionnée en 1711 et 1723 ; la chapelle de la Proulais (en 1691, le fief de la Proulais, qui disposait du droit de basse justice, appartenait au recteur de la paroisse).
Jean-Baptiste Ogée décrit ainsi Louvigné-de-Bais en 1778 :

« Louvigné-de-Bais, à 6 lieues un quart à l'est de Rennes, son évêché et son ressort et à deux lieues ½ de Vitré, sa subdélégation. On y compte 1 000 communiants. La cure est à l'alternative. Le territoire est un pays plat et couvert de bois et buissons, où l'on trouve des terres bien cultivées et abondantes en grains. (...) Fouesnel, haute, moyenne et basse justice à M. de Piré; la Touche, moyenne et basse justice, à M. Busnel de la Touche »

Le manoir de la Touche, probablement un ancien prieuré bénédictin, qui avait été pillé par les Ligueurs en 1589, resta propriété de la famille Busnel jusqu'à la Révolution française pendant laquelle son dernier représentant fut assassiné.

### Révolution française
Hyacinthe Porteu de la Morandière, procureur fiscal de la baronnie de Vitré, fut l'un des signataires du cahier de doléances rédigé dans la sacristie de Louvigné-de-Bais en 1789.
Charles-Anne Gobil de Villeray, recteur de Louvigné-de-Bais depuis 1757, prêta serment de fidélité à la Constitution civile du clergé en 1791, devenant donc prêtre assermenté, mais se rétracta en 1796. Il mourut en 1799, âgé de 86 ans. Pierre Bouthemy, chapelain de Fouesnel (en Louvigné-de-Bais), recteur de La Valette en 1783, de Piré en 1787, fut prêtre insermenté en 1791, incarcéré à la prison Saint-Melaine de Rennes en 1792, s'exila à Jersey, puis fut nommé en 1803 recteur de Vergéal.
La population de la commune était, paraît-il[évasif], favorable aux changements apportés par la Révolution française, surtout après la fin de la Terreur. La principale fête révolutionnaire est celle célébrant l'anniversaire de l'exécution de Louis XVI, accompagnée d'un serment de haine à la royauté et à l'anarchie, fêtée à partir de 1795. À la suite de la prise de pouvoir de Napoléon Ier, ce serment a disparu en 1802 et sur les ordres du Consulat, fut remplacé par un serment de fidélité à la Constitution.

### LeXIXesiècle
Jean-Baptiste Dubourdieu, nommé recteur de Louvigné-de-Bais en 1804, avait auparavant émigré en Espagne en 1792. Il fut nommé chapelain des Ursulines de Vitré en 1819 et mourut en 1849.
Un soldat originaire de Louvigné-de-Bais, Guy Raymond Baron, est décédé des suites de ses blessures sur le champ de bataille de Blida le 26 novembre 1830 dans le cadre de la conquête de l'Algérie par la France.
A. Marteville et P. Varin, continuateurs d'Ogée, décrivent ainsi Louvigné-de-Bais en 1843 :

« Louvigné-de-Bais (sous l'invocation de saint Patern, évêque d'Avranches), commune formée de l'ancienne paroisse de ce nom, aujourd'hui succursale. (...) Principaux villages : la Frotais, la Chenais, la Guérivière, la Rougerie, la Richardais, le Pin, la Gaudinais, la Couardière, le Ménil. Maisons principales : le Bois-Dy, Fouesnel, Saut-Court [Saudecourt], l'Entillère, la Touche. Superficie totale : 1557 hectares dont (...) terres labourables 1039 ha, prés et pâturages 241 ha, bois 57 ha, vergers et jardins 41 ha, landes et incultes 79 ha, étangs 24 ha (...). Moulins : 5 (de Fouesnel, de Daniel, des Rochettes, à eau ; 2 à vent près le Champ-Poirier. (...) Le château de Saut-Court [Saudecourt], entièrement ruiné, était en 1790 réuni depuis plus de deux cents ans avec tous ses fiefs à la baronnie de Vitré. On voit encore à cet endroit une enceinte de larges fossés qui communiquent avec un vaste étang nommé "Daniel", situé immédiatement au-dessous de celui des Rochettes. Fouesnel, assez bien conservé, possédait grand nombre de fiefs et métairies, ainsi que des étangs actuellement à sec, et sur lesquels on voit encore des indices de moulins. C'est, dit-on, en ce château qu'est né le lieutenant-général comte Rosnyvinen de Piré. Le château de l'Entillère n'est plus reconnaissable que par les ruines assez belles d'un ancien portail. La culture du chanvre est très développée dans cette commune. Les cultivateurs font presque tous des toiles dites coudelettes, qui sont vendues aux marchés de Rennes et de Châteaugiron. Le quart de la population est occupé par cette industrie. Le chêne et le châtaignier viennent bien dans ce territoire ; on les exploite pour la marine. La route départementale n° 19 d'Ille-et-Vilaine, dite de Redon à Vitré, traverse cette commune du sud-ouest au nord-est. Il y a marché le mercredi. Géologie : schiste argileux ; porphyre dans le sud-est. On parle le français [en fait le gallo] »

Alexandre Pettier fut médecin dans la commune pendant le troisième quart du XIXe siècle ; son fils, dénommé aussi Alexandre Pettier, fut lui aussi médecin, mais décéda jeune à Saïgon, victime du paludisme. En 1902, la commune recherche un médecin.
Isidore Bourgine engagé volontaire en 1855, lieutenant en 1870, prisonnier de guerre en Allemagne, capitaine en 1879, fut décoré de la Légion d'honneur en 1881.
La chapelle du couvent des Filles de la Sagesse fut bénite le 29 juin 1870 par le recteur M. Mons.
En 1882, un rapport du conseil général d'Ille-et-Vilaine indique que la commune de Louvigné-de-Bais a présenté 30 cas de diphtérie et que 14 décès ont été enregistrés.
J. Gilliéron décrivit le patois (le gallo) parlé à Louvigné-de-Bais en 1887.

### LeXXesiècle

#### LaBelle Époque
En 1902, Louvigné-de-Bais recherchait un médecin-pharmacien grâce à une petite annonce parue dans le journal L'Ouest-Éclair, avançant notamment comme arguments l'absence de médecin dans les communes limitrophes, la ligne de tramway allant de Rennes à La Guerche, alors en construction (il fut mis en service en juin 1904) et le fait que la commune était un "pays riche". Le détour de trajet de la ligne de tramway afin de la faire passer par Louvigné-de-Bais, au prix d'un allongement de parcours par rapport au trajet direct Rennes-La Guerche, suscita une polémique, mais fut obtenu. La ligne ferma en 1947.
Ernest Perrel, fils d'un ancien maire de Louvigné-de-Bais, cultivateur à la Croix-Méance, fut tué par un voyageur inconnu à qui il refusait l'hospitalité le 28 avril 1906.
Le dimanche 24 septembre 1911 furent inaugurés l'école publique et la mairie de Louvigné-de-Bais.

#### La Première Guerre mondiale
Le monument aux morts de Louvigné-de-Bais porte les noms de 52 soldats morts pour la France pendant la Première Guerre mondiale ; si la plupart sont décédés sur le sol français (par exemple Gabriel Venisse et son frère Joseph Venisse, Ernest Douin et son frère Théophile Douin, Marie Joseph Batais et son frère Pierre Batais, Jean-Marie Neveu, etc.), quelques-uns (par exemple Augustin Baganier, François Davenel, Edmond Mazéas) sont décédés en Belgique dès l'année 1914 ; Henri Halleux est décédé en Macédoine dans le cadre de l'expédition de Salonique en 1917. Isidore Taupin a été décoré de la croix de guerre.

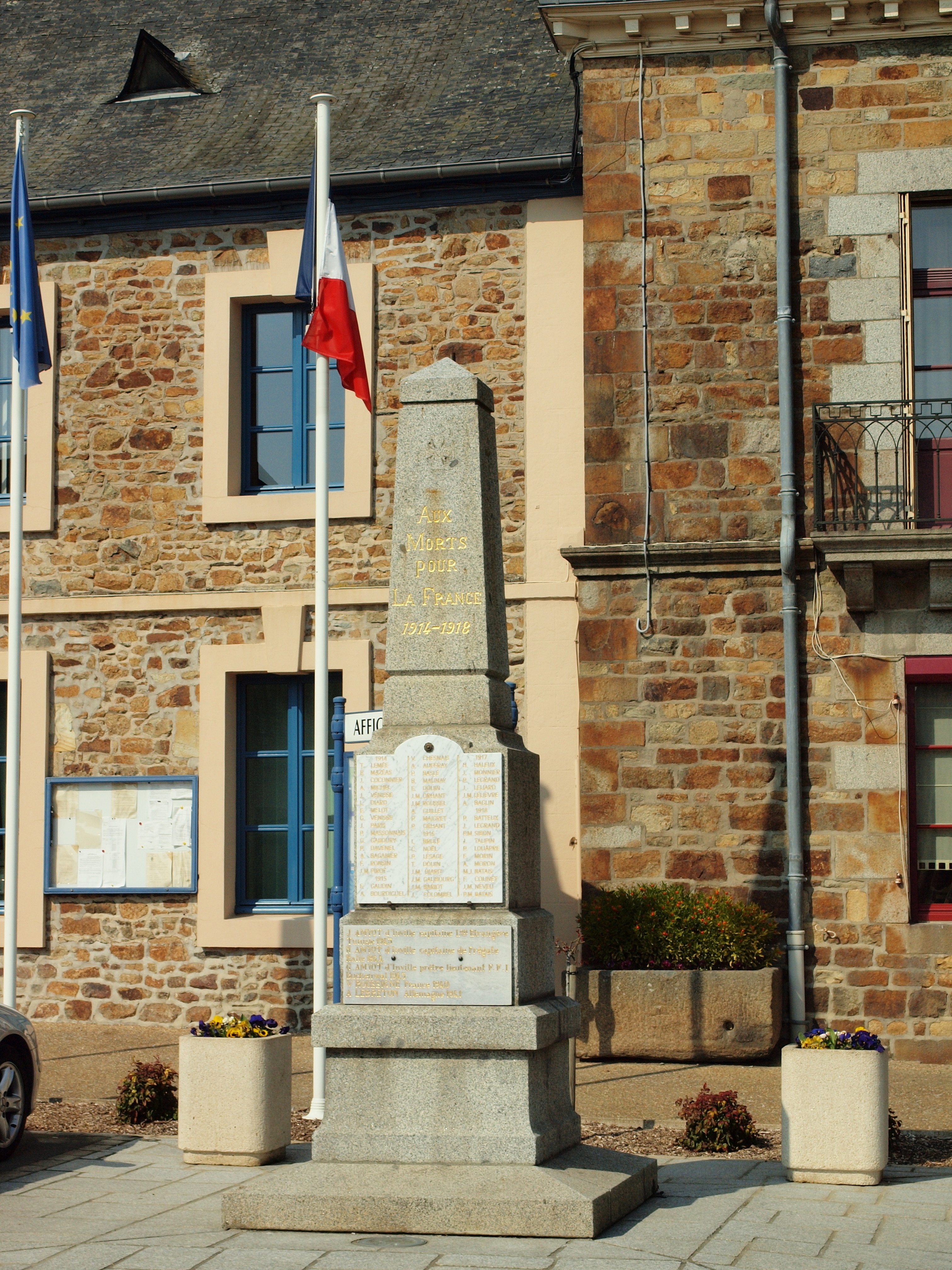
Monument aux morts
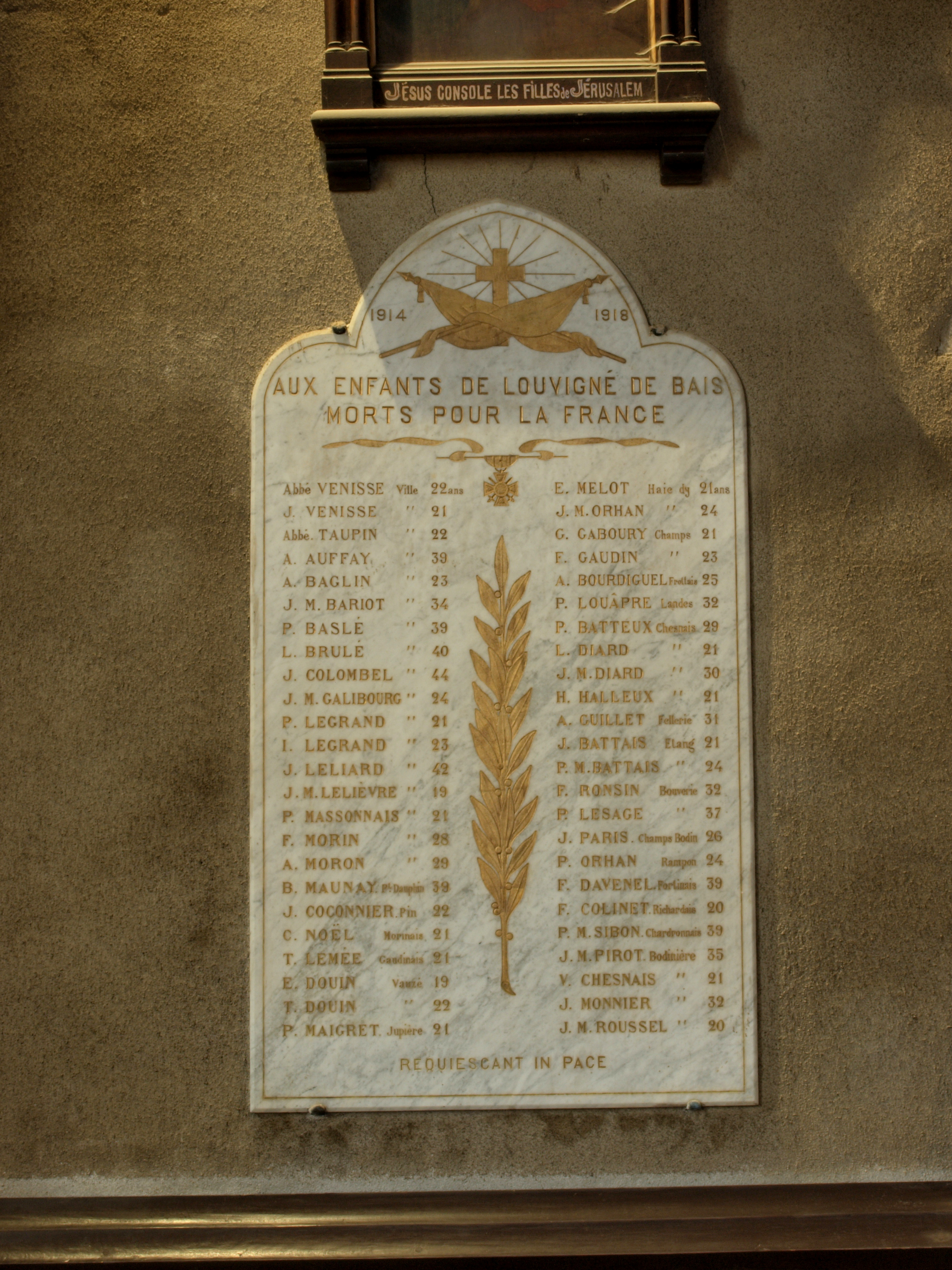
Église Saint-Patern : plaque commémorative des morts de la Première Guerre mondiale

#### L'Entre-deux-guerres

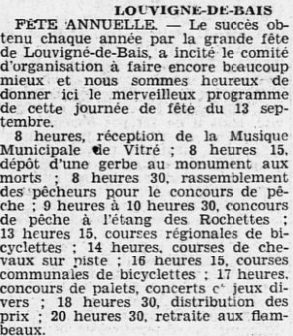
Le programme de la fête locale organisée en septembre 1936 à Louvigné-de-Bais.

En 1923, l'école publique de filles était fréquentée par trois élèves alors que l'école privée catholique de filles en avait 62 d'inscrites. Le patronage catholique "Jeanne d'Arc" fut très actif pendant l'Entre-deux-guerres, faisant pratiquer notamment à ses membres théâtre et gymnastique et disposant d'une fanfare. Une amicale laïque existait également.
Le dimanche 16 septembre 1928, vers 7 heures du soir, alors que la fête locale se déroulait, une fusée partie d'un établissement forain installé sur la place de l'église dans le but d'atteindre une lanterne vénitienne perchée en haut d'un mât à une dizaine de mètres de hauteur atteignit le pailler de la ferme voisine du Bourg-Joly qui s'enflamma aussitôt, le feu gagnant quelques dépendances ; la maison d'habitation fut préservée grâce à l'action des pompiers locaux et de ceux de Domagné ; cet incendie mit fin brutalement à la fête. Une fête locale était alors organisée chaque année au mois de septembre (des photos de celle organisée en 1931 ont été publiées dans le journal L'Ouest-Éclair), celle de 1937 étant particulièrement réussie si l'on en croit le même journal.
En 1929, une vive polémique éclate entre un journaliste du journal L'Ouest-Éclair, Paul Loury, qui a critiqué vivement dans un article de son journal le maire de Louvigné-de-Bais, François Poirier, et ce dernier qui obtint un droit de réponse dans ledit journal.
La nouvelle auto-pompe des pompiers de Louvigné-de-Bais fut inaugurée le dimanche 26 octobre 1930 ; surnommée "Maryvonne", elle devint vite célèbre dans la région.
Des accidents survenaient périodiquement dans la carrière de Louvigné-de-Bais, qui était déjà en exploitation, par exemple en 1932.
En 1933, le chemin de grande communication no 34 est bitumé dans la traversée de Louvigné-de-Bais, ainsi que la route nationale 777 entre Louvigné-de-Bais et Piré-sur-Seiche.
Les religieuses de l'ordre des Filles de la Sagesse, qui tenaient un hospice à Louvigné-de-Bais depuis environ 200 ans, quittèrent la commune en 1933.
Une nouvelle école privée catholique de garçons, l'école Saint-Paterne, fut inaugurée le 22 septembre 1934 en présence de Mgr Mignen, archevêque de Rennes.
Francis Porteu de la Morandière (fils d'Armand Porteu de la Morandière, qui fut député et préfet, et frère d'André Porteu de la Morandière, qui fut lui aussi député), capitaine et décoré de la Légion d'honneur et de la croix de guerre, décéda à Louvigné-de-Bais le 3 février 1933. Le domaine de la Morandière, contenant « château, dépendances importantes, trois fermes y attenant, diverses pièces de terre, carrière en exploitation, moulin, étang », fut mis en vente en 1934. Il est acheté par la famille Amyot d'Inville en 1936.

#### La Seconde Guerre mondiale
Le monument aux morts de Louvigné-de-Bais porte les noms de 5 personnes mortes pour la France pendant la Seconde Guerre mondiale ; parmi eux les trois frères Gérald, Hubert et Jacques Amyot d'Inville ainsi que A. Lebreton, décédé en 1941 en Allemagne et V. Roussigné, décédé en 1940.
Le lycée de garçons de Rennes fut évacué à Louvigné-de-Bais pendant la Seconde Guerre mondiale, dans le couvent des Filles de la Sagesse.
Le 9 aout 1944, l'aspirant Jean Bosq, de la 2e division blindée du généralLeclerc, a été tué au lieu-dit la Doubrie. Une stèle, à l'origine située sur la commune de Louvigné-de-Bais, mais actuellement  située sur la commune de Cornillé a été érigée en souvenir. Il a été enterré dans le carré militaire du cimetière de Vitré.

## Politique et administration
| Période                                  | Période  | Identité               | Étiquette | Qualité                                                                       |
| ---------------------------------------- | -------- | ---------------------- | --------- | ----------------------------------------------------------------------------- |
| 1800                                     | 1808     | François Desvaux       |           | Laboureur propriétaire et expert géomètre                                     |
| 1808                                     | 1826     | Joseph Jaunay          |           | Propriétaire. Officier de santé                                               |
| 1826                                     | 1829     | Joseph Marie Savouré   |           | Notaire                                                                       |
| 1829                                     | 1830     | Jacques Perrel         |           | Propriétaire cultivateur                                                      |
| 1830                                     | 1842     | Joseph Hunaut Lahaydix |           | Propriétaire                                                                  |
| 1842                                     | 1846     | Joseph Marie Savouré   |           | Notaire. Déjà maire entre 1826 et 1829                                        |
| 1846                                     | 1848     | François Jaunay        |           | Officier de santé. Fils de Joseph Jaunay, maire entre 1808 et 1826            |
| 1848                                     | 1852     | Pierre Bestin          |           | Maréchal                                                                      |
| 1852                                     | 1861     | Joseph Marie Savouré   |           | Notaire. Déjà maire entre 1826 et 1829, ainsi qu'entre 1842 et 1846           |
| 1862                                     | 1898     | Célestin Perrel        |           | Propriétaire cultivateur ; conseiller d'arrondissement.                       |
| 1898                                     | 1915     | François Bestin        |           | Maréchal. Mort en 1915. Petit-fils de Pierre Bestin, maire entre 1848 et 1852 |
| 1919                                     | 1935     | François Poirier       |           | Marchand de bestiaux                                                          |
| 1935                                     | 1941     | Francis Pirot          |           | Démissionne en 1941                                                           |
| 1941                                     | 1953     | François Seité         |           | Notaire                                                                       |
| 1953                                     | 1965     | Henri Collin           |           | Médecin                                                                       |
| 1965                                     | 1971     | Joseph Renoux          |           | Notaire                                                                       |
| 1971                                     | 1995     | Alain Pigeon           |           | Entrepreneur TP                                                               |
| 1995                                     | En cours | Thierry Pigeon         | DVD       | Entrepreneur TP, fils du précédent                                            |
| Les données manquantes sont à compléter. |          |                        |           |                                                                               |

## Démographie
L'évolution du nombre d'habitants est connue à travers les recensements de la population effectués dans la commune depuis 1793. Pour les communes de moins de 10 000 habitants, une enquête de recensement portant sur toute la population est réalisée tous les cinq ans, les populations de référence des années intermédiaires étant quant à elles estimées par interpolation ou extrapolation. Pour la commune, le premier recensement exhaustif entrant dans le cadre du nouveau dispositif a été réalisé en 2006.
En 2022, la commune comptait 1 874 habitants, en évolution de −1,58 % par rapport à 2016 (Ille-et-Vilaine : +5,46 %, France hors Mayotte : +2,11 %).
| 1793  | 1800  | 1806  | 1821  | 1831  | 1836  | 1841  | 1846  | 1851  |
| ----- | ----- | ----- | ----- | ----- | ----- | ----- | ----- | ----- |
| 1 332 | 1 391 | 1 419 | 1 280 | 1 633 | 1 636 | 1 630 | 1 584 | 1 642 |

| 1856  | 1861  | 1866  | 1872  | 1876  | 1881  | 1886  | 1891  | 1896  |
| ----- | ----- | ----- | ----- | ----- | ----- | ----- | ----- | ----- |
| 1 499 | 1 485 | 1 482 | 1 428 | 1 458 | 1 353 | 1 301 | 1 184 | 1 160 |

| 1901  | 1906  | 1911  | 1921 | 1926  | 1931  | 1936  | 1946  | 1954 |
| ----- | ----- | ----- | ---- | ----- | ----- | ----- | ----- | ---- |
| 1 143 | 1 120 | 1 096 | 970  | 1 018 | 1 031 | 1 027 | 1 012 | 983  |

| 1962  | 1968  | 1975  | 1982  | 1990  | 1999  | 2006  | 2011  | 2016  |
| ----- | ----- | ----- | ----- | ----- | ----- | ----- | ----- | ----- |
| 1 102 | 1 087 | 1 122 | 1 124 | 1 209 | 1 411 | 1 675 | 1 695 | 1 904 |

| 2021  | 2022  | - | - | - | - | - | - | - |
| ----- | ----- | - | - | - | - | - | - | - |
| 1 887 | 1 874 | - | - | - | - | - | - | - |

## Économie

### Le groupe Pigeon
Le groupe Pigeon, entreprise de travaux publics, est fortement implanté sur la commune, il possède plusieurs entreprises sur la commune ; la carrière des Vallons, la Française des plastiques, Pigeon matériaux, Pigeon terrassement, transport Thierry Pigeon, Ouest Formation CBTP, représentant plus de 500 emplois.

#### Carrière des Vallons
La carrière des Vallons a été créée en 1948 et a une autorisation de production de 2,5 millions de tonnes par an, ce qui en fait la plus importante de Bretagne. Elle s'étend sur 128 hectares, dont une partie sur la commune voisine de Bais.

## Lieux et monuments

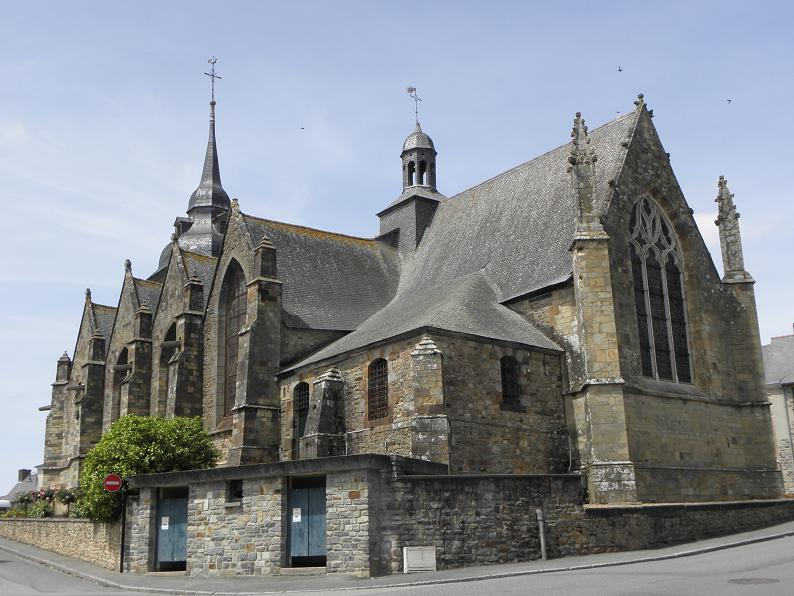
Le flanc sud de l'église Saint-Patern.

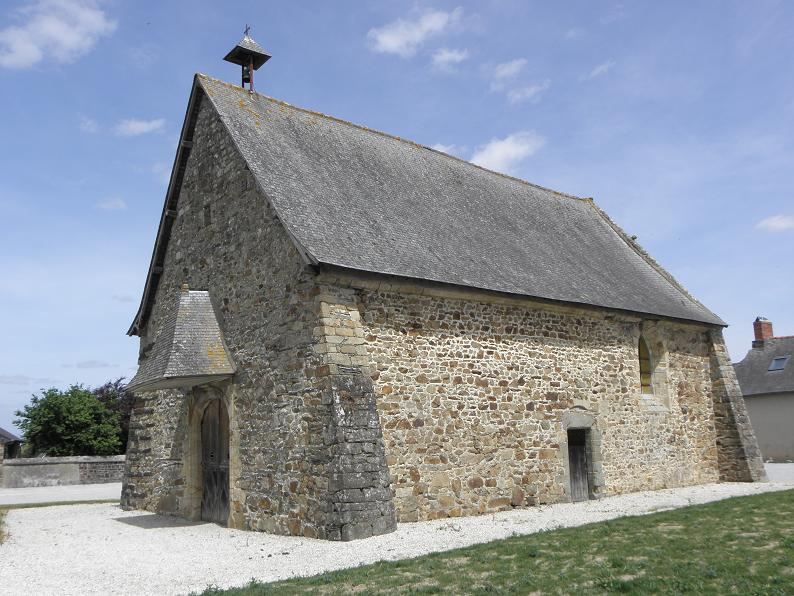
La chapelle Saint-Job.

La commune compte deux monuments historiques :
- La chapelle Saint-Job, construite en 1624 et restaurée en 1874. Elle a été inscrite par arrêté du 7 mars 1975[101].
- L'église Saint-Patern, édifiée au XVIe siècle et dotée d'un clocher au XVIIIe siècle : elle a été inscrite par arrêté du 14 octobre 1926. Cinq de ses vitraux, des XVe et XVIe siècles, avaient été précédemment classés le 11 mai 1907 ; l'un d'entre eux, le vitrail de la Transfiguration, achevé en 1544 ou 1545, s'inspire très directement de gravures de l'artiste italien Antonio Fantuzzi, datant de 1543 seulement[102]. Trois autres vitraux, réalisés au XIXe siècle par les verriers rennais Leconte et Colin, ont été également classés depuis, par arrêté du 29 août 1984[103].

L'église, terminée en grande partie au milieu du XVIe siècle, est située sur le site d'un sanctuaire roman dont il reste une chapelle. Sur sa façade sud se trouve un cadran solaire daté de 1770.
Autres monuments et sites :
- La chapelle Saint-Trottin en plein champ au lieu-dit la Grée, Saint qui fait marcher (trotter),
- Château de la Morandière, ancienne propriété de la famille Amyot d'Inville[105].
- Manoir de Fouesnel,
- Manoir de Saud-Cour situé à l'emplacement du château féodal de Saudrecourt,
- Manoir de la Touche,
- Étang de Daniel, un des étangs méso-eutrophes d'Ille-et-Vilaine[106].

## Activité et manifestations
Le Stade louvignéen fait évoluer une équipe de football en ligue de Bretagne et deux autres en divisions de district.

## Personnalités liées à la ville

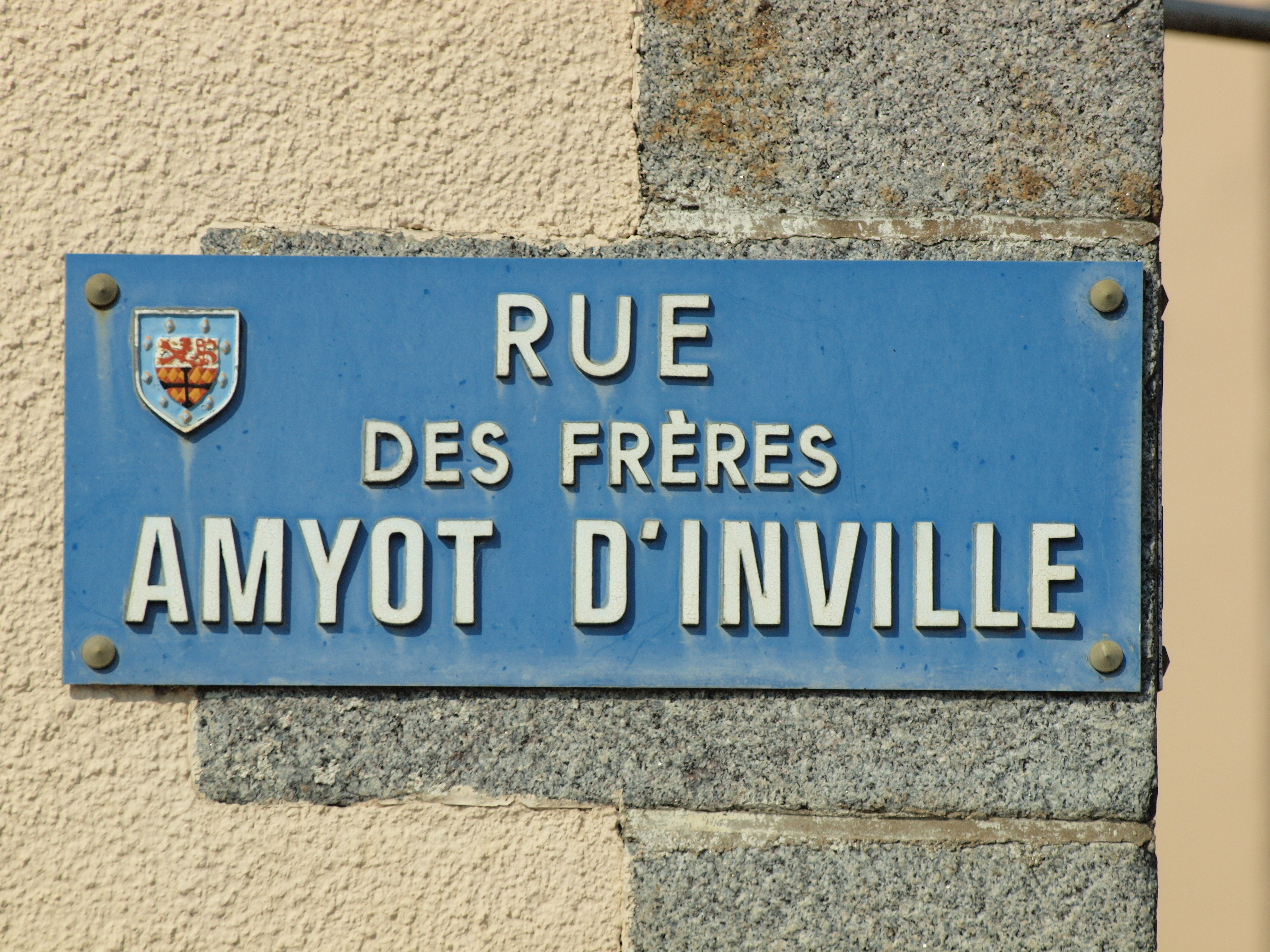
Panneau de la rue des frères d'Amyot d'Inville

- La famille Amyot d'Inville, s'installa au château de la Morandière en 1936. Trois de leurs fils ont péri pendant la Seconde Guerre mondiale. Les deux premiers, Jacques, officier du 3e régiment étranger d'infanterie, Hubert, membre des Forces navales françaises libres, sont tués  respectivement en Tunisie en 1943 et pendant la campagne d'Italie en 1944. Le plus jeune, Gérald, prêtre, était responsable d'une organisation de la Résistance à Senlis. Arrêté, il est déporté à Dora, où il meurt d'épuisement en janvier 1945. Un aviso de la marine française, a été baptisé en leur honneur ainsi que pour leur frère, Guy qui combattit aussi durant cette guerre dans le 7e régiment de cuirassiers.

La principale rue de Louvigné-de-Bais porte leur nom et les trois frères sont inscrits sur le monument aux morts.